# Regne de Sussex
El Regne de Sussex va ser una colònia dels saxons arribats des del continent a la costa sud de l'illa de la Gran Bretanya a finals del segle v i que més tard esdevendria un regne. La seva independència no va durar gaire, ja que al segle vii va passar a ser vassall de Wessex.

## Geografia
El Regne de Sussex es va establir primerament en el territori de la tribu dels regnenses i les seves fronteres coincidien en general amb les del modern comtat de Sussex. Durant un breu període del segle vii, els dominis del regne es van expandir incloent l'illa de Wight, part de Hampshire i els voltants de Hastings, territori conquerit pel rei Offa de Mèrcia.
Gran part del seu territori estava cobert pel bosc conegut avui en dia amb el nom de "Weald". Segons la Crònica anglosaxona aquest bosc tenia una extensió de 190 km d'ample per 50 km de llargada i era tan dens que algunes de les poblacions situades dins del bosc no van quedar registrades en el cens conegut com a Domesday Book. Aquesta particularitat geogràfica va dificultar l'expansió del regne, però alhora el va protegir d'invasions veïnes.
A l'oest, Sussex tenia frontera amb el Regne de Wessex, separats per diversos assentaments juts com l'illa de Wight. A l'est es trobava el Regne de Kent i al nord, Surrey, àrea de disputa entre els tres regnes i que finalment esdevindria part de Wessex.
La capital del regne estava a Chichester, i la seu del bisbat a Selsey. La residència dels reis de Sussex estava a Kingsham, als afores de la capital.

## Població
La població de Britànnia, i de manera paral·lela la de Sussex, va declinar massivament al voltant del segle IV degut bàsicament a l'enviament a l'Europa continental de tres grans exèrcits reclutats a Britànnia durant els 30 darrers anys d'ocupació romana, les plagues i malalties i els atacs dels bàrbars. Al voltant del 450 es calcula que la població de Sussex era d'uns 25.000 habitants i que va créixer fins a 35.000 l'any 1100.

## Història

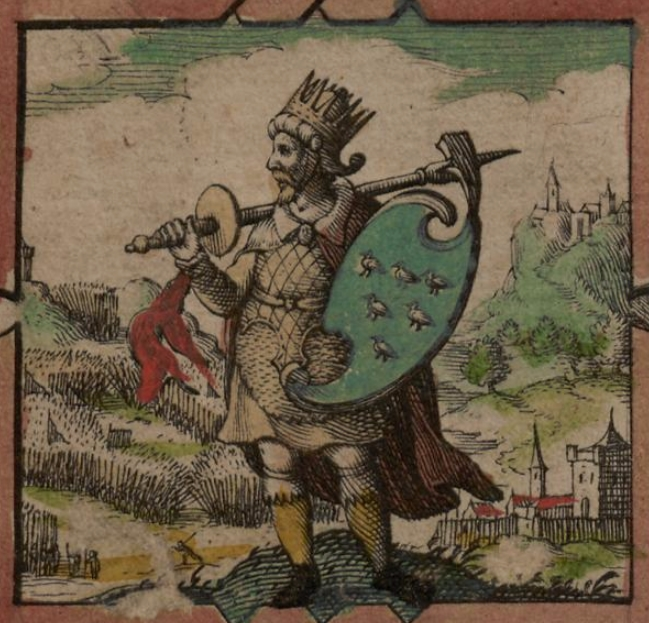
Representació d'Ælle amb l'escut d'armes de Sussex.

### Fundació i període saxó
Segons la Crònica anglosaxona, el regne dels saxons del sud es va establir el 477 quan Ælle va arribar a un lloc anomenat Cymenshore a bord de tres naus i acompanyat pels seus tres fills,Cissa, Cymen i Wlencing. En desembarcar, els saxons derrotaren els britans locals i els feren fugir boscs endins, on foren perseguits i massacrats. Segons la llegenda, diverses poblacions de Sussex prengueren el seu nom dels fills d'Aelle, com Chichester que deriva de Cissa, Cymenshore de Cymen i Winchelsea de Wlencing.
Les similituds entre la història d'Aelle i la d'altres invasors saxons (Hengist i Horsa arribaren a Kent a bord de tres naus; Cerdic i el seu fill Cynric arribaren a Wessex a bord de cinc naus i Stuf i Wihtgar, que també arribaren a l'illa de Wight a bord de tres naus), fan pensar que la fundació de Sussex es tracti d'una llegenda d'arrels germàniques més que no pas de fets històrics.
Les troballes arqueològiques semblen indicar que els primers saxons arribaren a la costa de Sussex a principis del segle v, establint-se a l'est, entre els rius Ouse i Cuckmere. Sembla que aquesta zona era un lloc d'assentament pels mercenaris anglosaxons federats de l'Imperi Romà.
Malgrat la frontera natural del bosc Weald que separava Sussex de Surrey, s'hi han trobat similars troballes arqueològiques en els dos territoris, fet que fa pensar que els homes d'Ælle van endinsar-se al nord i que el rei de Sussex va ser probablement el primer bretwalda en la vall del Tàmesi. El seu domini segurament va acabar amb la batalla del Mont Badon, on els saxons foren severament derrotats pels britans.

### Cristianització i pèrdua de la independència (600-860)
No hi ha cap referència històrica sobre Sussex entre el 491 i el 607, quan el regne fou atacat pel rei veí Ceolwulf de Wessex. Davant d'aquesta amenaça, els saxons del sud s'aliaren amb el regne de Mèrcia. Per reforçar tal aliança, el rei de Sussex Æðelwealh va accedir a rebre el baptisme cristià a la cort de Mèrcia, amb el rei Wulfhere de Mèrcia actuant com a padrí. A canvi, Wulfhere va cedir a Sussex l'illa de Wight i part del territori de Hampshire. Æðelwealh va reforçar l'aliança en casar-se amb Eabe, princesa de Hwicce, província de Mèrcia.

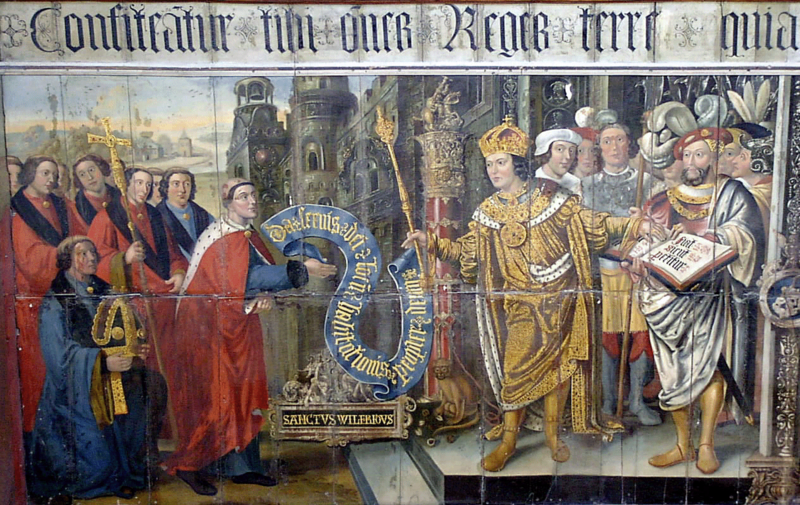
Aethelwalh donant terres a Wilfrid de York.

El 681, Wilfrid de York va ser exiliat de Northúmbria i es va refugiar a Sussex, on va passar cinc anys evangelitzant els pagans. Æðelwealh, cristià, li va donar terres i diners per fundar una abadia a Selsey. que amb el temps esdevindria la seu del bisbat fins als temps de la conquesta normanda, quan va ser traslladada a Chichester
Per aquell temps, Sussex fou devastat per les contínues incursions dels veïns. El príncep Cædwalla, que estava exiliat del seu Wessex natal, va atacar i assassinar el rei Aedelwealh i el Regne va quedar en mans de dos nobles. Aquests van intentar expandir-se cap a Kent, enviant tropes de suport al pretendent al tron Eadric, qui esdevindria rei, però el moviment fou en va, ja que Caedwalla va envair Kent i Sussex. Segons Beda, Caedwalla va reduir Sussex a un estat pitjor que l'esclavitud i va envair l'illa de Wight, exterminant tota la població i els seus prínceps. A la mort de Caedwalla, el seu successor Ine de Wessex va seguir amb la mateixa política d'opressió sobre Sussex.
Susex seguiria sota el poder de Wessex fins al 771, quan el rei Offa de Mèrcia conqueria el territori al voltant de Hastings, penetrant en Sussex des de Kent i només un any més tard ja controlava tot el territori de Sussex. Malgrat algunes revoltes menors, Mèrcia va controlar Sussex fins a la mort d'Offa el 796, moment en què Sussex recuperà breument la independència, però no per gaire temps. Després de la batalla d'Ellandun el 825 Sussex tornava a mans de Wessex sota el seu rei Egbert.

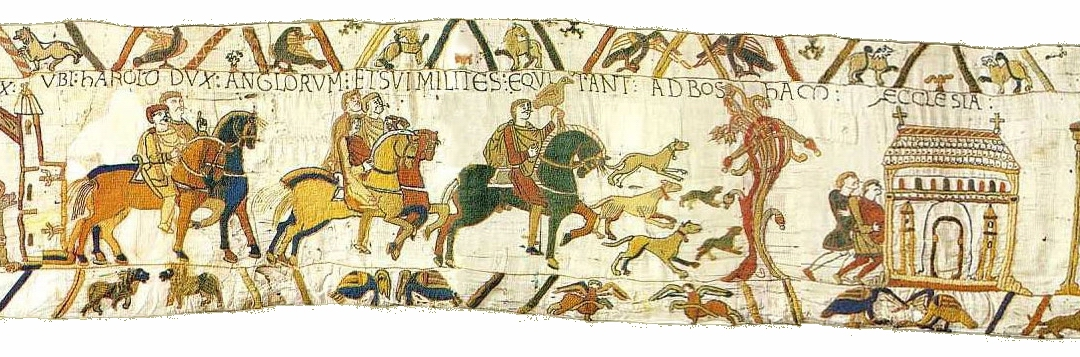
Harold II d'Anglaterra representat en el Tapís de Bayeux.

### Vikings i normands (860–1066)
A partir del 895 Sussex va patir constantment atacs vikings, fins a l'arribada al poder del rei danès Canut que va conquerir tota Anglaterra. Sota el seu govern, la família dels Godwin va acumular molt de poder.
Primer fou Godwin de Wessex qui va fer seu el control de Wessex i Sussex i, a la seva mort, el seu fill Harold II d'Anglaterra el va succeir i arribaria a ser el darrer rei saxó d'Anglaterra. El 14 d'octubre del 1066, Harold II moria en la batalla de Hastings i l'exèrcit anglès era derrotat pels normands de Guillem el Conqueridor. La major part de les terres de Sussex foren confiscades i retingudes pels nous senyors d'Anglaterra.